# パンケーキ・デイ
パンケーキ・デイ（英: Pancake Day）は、四旬節の初日である灰の水曜日の前日。ざんげの火曜日ともいう。
キリスト教を国教とする国々の多くで認められ、ローマ・カトリックおよびプロテスタント各教派の聖公会、ルーテル教会、メソジストを含む。告白と赦し（ゆるし）、前年のエルサレム入城の日に用いた枝を燃やす儀式を行い、四旬節の節制を始める前日、パンケーキその他のお菓子を食べる日とされ、「特に自省を重視して悔い改める必要があるのはどのような過ちか、特に神の助けを求めるべき生活の修正や霊的成長の分野はどれか考えることに重点を置いている｣。毎年、復活祭に合わせて特定の曜日を指定された祭日であり、Shrove Tuesdayという言葉の語源はshrive、すなわち「罪の許し」を意味する。
歴史的に、この日はキリスト教の典礼の季節の最後の日でざんげ節として知られ、四旬節の悔い改めの季節の前に贅沢な食べ物を摂取するなど、一般に広まった習慣に関連していた。その後の40日間、四旬節の節制を控え、ざんげの火曜日の祝いと結びついている。「マルディグラ」という言葉はフランス語で「脂肪の火曜日」を指すように、灰の水曜日から始まる四旬節で儀式的な断食に入る前に、濃厚で脂肪の多い料理を食べる最後の夜という習慣に始まりがある。したがって多くのキリスト教信者はパンケーキを食べること、より具体的にはパンケーキ朝食（英語）を催したり、四旬節が始まる前に互いに罪を悔い改めようと鐘塔の鐘を鳴らしたりする。この日、教会は前年のしゅろの日曜日の典礼中で配った棕櫚（しゅろ）の枝を燃やして灰を蓄え、翌日の灰の水曜日の礼拝に備える。
一部のキリスト教国、特にこの日をマルディグラまたはその現地の名称で呼ぶ国ではカーニバルの日として、四旬節の断食期間の直前の「太る食事」または「大食い」の最後の日とする。
森永製菓が制定したホットケーキの日（1月25日）とは異なる。 

## 開催日
- 2022年 - 3月1日
- 2023年 - 2月21日
- 2024年 - 2月13日
- 2025年 - 3月4日
- 2026年 - 2月17日
- 2027年 - 2月9日
- 2028年 - 2月29日
- 2029年 - 2月13日
- 2030年 - 3月5日
- 2031年 - 2月25日

## 伝統
パンケーキは卵、牛乳、砂糖などの旨味豊富な食材を消費するので、四旬節に先立つ告解火曜日と結びつけられている。この後、四旬節の40日間は断食期間となるため、典礼にのっとった断食においては簡素な食事をとり、楽しみとなるような食事は控えることが強調されている。多くの文化において、これは肉、乳製品、卵をとらないことを意味している。したがってパンケーキ・デイには、その前の最後の楽しみであると共に、保存が難しい食品類を使い切る目的がある。
カナダ、オーストラリア、英国、アイルランド、ニュージーランドの聖公会信徒、ルター派、その他いくつかのプロテスタントの宗派、カトリックの間では、この日が「パンケーキ・デイ」として知られるようになり、デザートとしてパンケーキを食べることが習慣になっている。とりわけイギリスにおいて、告解火曜日は伝統として維持されており、パンケーキ・デイはテレビの子供番組でも毎年取り扱われる行事である。
ニューファンドランド島では記念になる小物類をよくパンケーキに入れて調理する。こうした小物類は未来を占うとされており、小物探しは子供たちの楽しみになっている。例えば、硬貨（トークンコイン）をもらった者は金持ちになり、釘なら大工になったり、大工と結婚するということになる。

### 祝祭
イングランドでは地域コミュニティの祭として、多くの町が伝統的な告解火曜日のモブ・フットボールの試合を行っていた。これは12世紀頃までさかのぼれるものである。この習慣は19世紀に道路法（Highway Act 1835）が施行された後はほとんどの場所でなくなってしまったが、これは公道でフットボールをすることが禁じられたためである。しかし、ノーサンバーランドのアニック、ダービーシャーのアシュボーン、ウォリックシャーのアザーストーン、カウンティ・ダーラムのセジフィールド、コーンウォールのセント・コロンブ・メジャーなど、今でも多くの町がこの伝統を維持している。
告解火曜日はかつてイングランドで「半休日」とされていた。この日は午前11時に教会の鐘で始まる。パンケーキ・デイには「パンケーキ・レース」が英国中の町村で行われる。この伝統は、バッキンガムシャーオルニー（Olney）の主婦がパンケーキ作りで忙しすぎて、教会の鐘が鳴るまで礼拝の時間を忘れていたことが起源と言われている。その女性はエプロン姿のまま家を飛び出すと、フライパンに焼いている途中のパンケーキを載せ、焦げないようにひっくり返しながら教会まで走ったという。パンケーキ・レースは英国、とりわけイングランドの祝祭的伝統として残っていて、今日までも比較的よく見受けられ、中でも起源でもあるオルニーは最も著名であり、1445年から行われてきた。競走者は伝統的には女性であり、各々がパンケーキを載せたフライパンを持ち、パンケーキを空中に放ってフライパンで受け取る動作をしながら、町中の通に設けられた415ヤード (379 m)のコースをゴールまで競走する。ルールは厳密で、競走者はエプロンとスカーフを着用し、パンケーキを出走時と完走時の両方で放らなければならない。伝統に従うなら、参加を希望する男性は主婦の格好つまり通常はエプロンとバンダナを着用しなければならない。この競走に続いて教会の礼拝が始まる。
オルニーのパンケーキ・レースが雑誌で紹介されたことが元で、米国のリベラル（Liberal）がオルニーに親善試合を申し込み、1950年以来、「国際パンケーキ・レース」が二つの町の間で催されてきた。コースは双方が測って調整し、そこを二つの町の走者が走ってタイムを比較して全体の勝者が決まる。2009年時点のレースはリベラルが34対25でオルニーに勝っている。似たようなレースは東イングランド、リンカンシャーのノース・サマーコーツでも実施されている。
ノース・ヨークシャーのスカボローでは浜への交通が全てとまり、学校も早くおしまいになって、住民皆が縄跳び参加を呼びかけられる。伝統的には、長い縄が近くの港から使われている。町から委任されているチンドン屋(タウン・クライアー)がウェストボロー(大通り)とハントレス・ロウの角にあるパンケーキ・ベルを鳴らす。
ランカシャーのホワイトチャペルの村の子どもたちは今でも伝統を守っている。子どもたちは地元の家を訪ねて「パンケーキちょうだい」と頼み、オレンジやお菓子をもらう。この伝統は、農場労働者が富農や荘園領主を訪問し、パンケーキやパンケーキの詰め物をもらおうと頼んだことに因んで始まったと考えられている。
ウェストミンスター・スクールでは、コックが15フィートの高さに渡されたバー越しに放り投げる巨大な1個のパンケーキを生徒たちが奪い合い、最も大きな部分を手に入れる事を競う「パンケーキ乱闘（Pancake Greaze）」という行事が行われる 。この行事は1753年以来の伝統があり、勝者には賞金が与えられる。
フィンランドやスウェーデンでは、この日にはアーモンドのペーストをつめたセムラを食べる。
パンケーキはウクライナやロシアでもこの季節のキリスト教の祭りで伝統的に食べられるものである。この祭りは「マースレニツァ」と呼ばれている。

### 注
1. ↑  アシュボーンのフットボールの試合はロイヤル・アシュボーン・フットボールと呼ばれている。
2. ↑  アザーストーンではボールゲームと呼ばれている。
3. ↑  伝統の試合はセジフィールド・ボール・ゲームと呼ばれている。
4. ↑  伝統の試合はハーリング・ザ・シルヴァー・ボールと呼ばれている。
5. ↑  リベラルは、アメリカ合衆国カンザス州スワード郡の郡庁所在地。